# Hemswell Cliff
Hemswell Cliff est une paroisse civile et un village du Lincolnshire, en Angleterre.